# Tel Berseba
Tel Bersebá é um sítio arqueológico no sul de Israel, que se acredita serem as ruínas da cidade bíblica de Bersebá.
Achados arqueológicos provam que a cidade era habitada desde a Idade do Cobre. Isto deve-se provavelmente à abundância de correntes de água subterrâneas, como mostram os vários poços na cidade. 

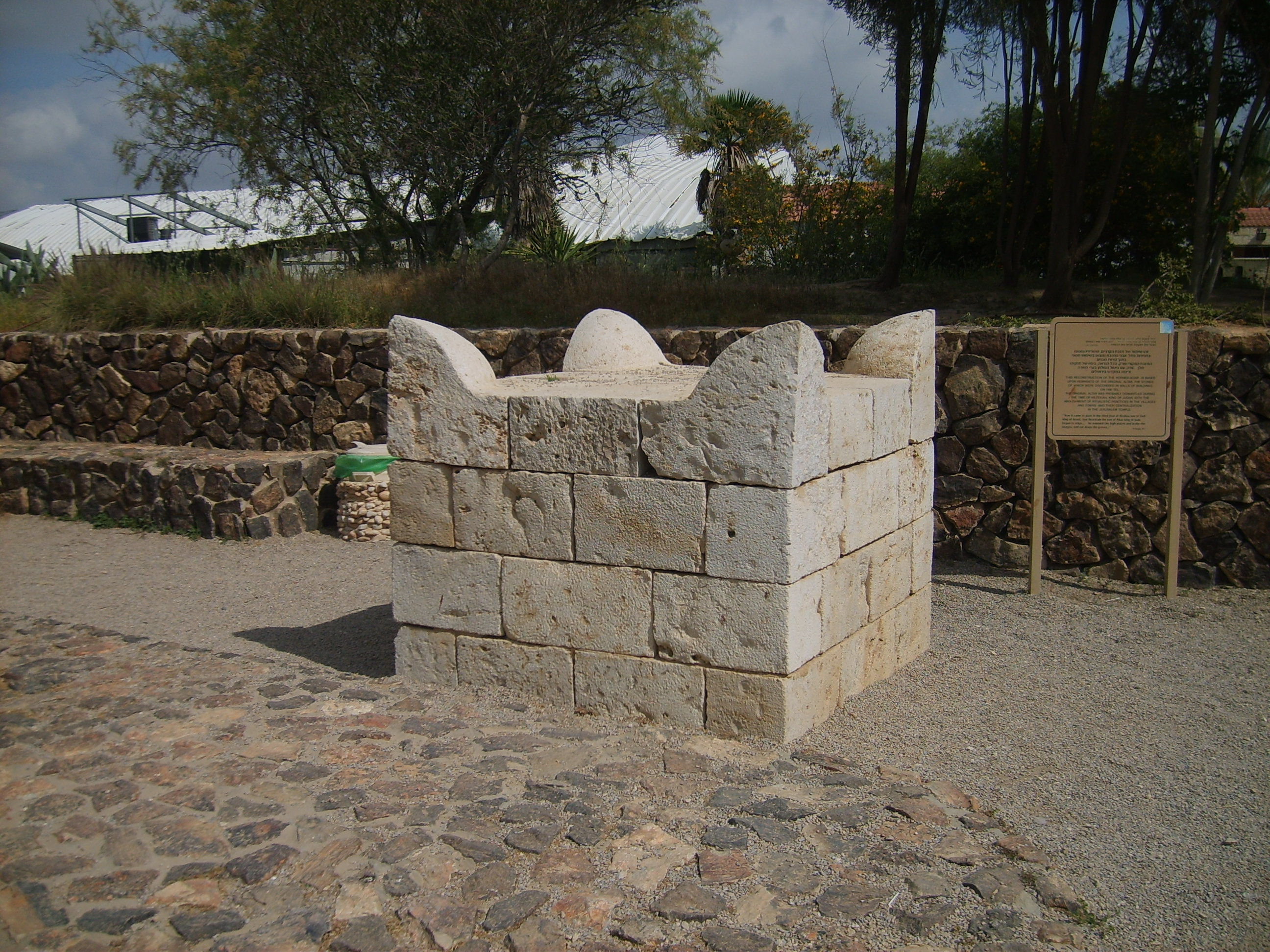
Altar

As ruas da antiga Bersebá estão dispostas em forma de grade, com áreas separadas para uso administrativo, residencial, comercial e militário. A cidade é até agora o primeiro povoamento planeado na região. O sítio é também notável pelo seu elaborado sistema de água e enorme cisterna, esculpida na rocha por baixo da cidade.
Um grande altar foi descoberto no sítio. Foi reconstruido com várias pedras encontradas em uso secundário nas muralhas de um edificio mais tardio. Este altar testemunha a existência de um templo ou sítio de culto na cidade que foi provavelmente desmantelado durante as reformas de Ezequias.
Tel Bersebá foi declarada Património Mundial da Humanidade em 2005. A moderna cidade israelita de Bersebá encontra-se nas proximidades.